# 聖地
聖地（せいち）とは、特定の宗教における本山・本拠地・拠点となる寺院・教会・神社のある場所、またはその宗教の開祖・創始者にまつわる重要な場所、あるいは奇跡や霊的な出来事の舞台となった場所。聖地へ参拝することは信者にとって特別なことであり、聖地巡礼は信仰生活にとって特別な意味を持つ。

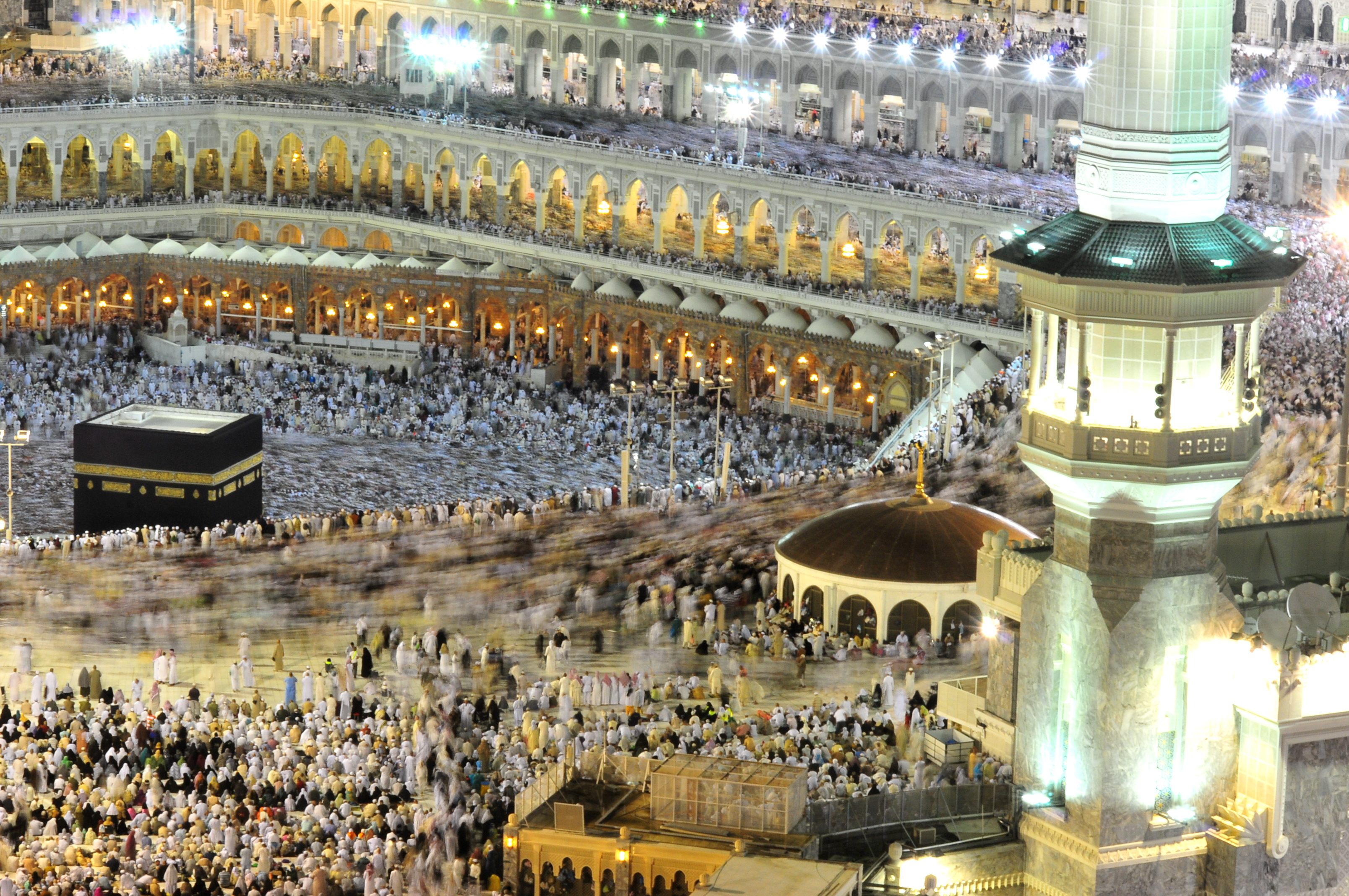
イスラム教では聖地 メッカへの巡礼「ハッジ」は一生に一度は果たすべき義務（モスク「マスジド・ハラーム」）

## 各宗教における主な聖地
ユダヤ教
- 四聖都
  - エルサレム
  - ヘブロン
  - ティベリア
  - ツファット
- シナイ山
- 聖書の人物の墓
- 各地のラビ廟

キリスト教
- エルサレム
- ローマ（バチカン）
- コンスタンティノープル（イスタンブール）
- サンティアゴ・デ・コンポステーラ

モルモン教（末日聖徒イエス・キリスト教会）
- ソルトレイクシティ

イスラム教
- メッカ
- マディーナ（メディナ）
- エルサレム

イスラム教シーア派
- マシュハド
- ゴム
- サマラ
- ナジャフ
- カルバラー

ヒンドゥー教
- 七大聖都
  - ヴァーラーナシー
  - ハリドワール
  - カーンチープラム
  - マトゥラー
  - アヨーディヤ
  - ドワールカー
  - ウッジャイン
- カイラス山

仏教
- 八大聖地
  - ルンビニ（藍毘尼） - ブッダ生誕の地
  - ブッダガヤ（仏陀伽邪） - 成道（悟り）の地
  - サールナート（鹿野苑） - 初転法輪（初めての説教）の地
  - ラージギール（王舎城） - 布教の地
  - サヘート・マヘート（祇園精舎、舎衛城） - 教団本部の地
  - ヴァイシャリ（毘舎離城） - 最後の旅の地
  - クシーナガラ（拘尸那掲羅） - 涅槃（死）の地
  - サンカーシャ（僧伽舎） - 昇天の地
- 四大聖地
  - 八大聖地のうち、ルンビニ、ブッダガヤ、サールナート、クシーナガラ

中国仏教
- 五台山
- 九華山
- 峨眉山
- 普陀山
- 嵩山
- 廬山
- 天台山

日本仏教
- 比叡山
- 高野山
- 身延山

チベット仏教
- ラサ
- カイラス山
- アムネマチン
- ヤムドク湖

シーク教
- アムリトサル

天理教
- 天理市（おぢば）

道教
- 武当山
- 斉雲山
- 竜虎山
- 鶴鳴山

ゾロアスター教
- チャクチャク
- バルフ

バハイ教
- ハイファと西ガリラヤのバハイ教聖地群

エジプトの多神教
- テーベ
- カルナック

ギリシアの多神教
- デルポイ
- オリンピア

ケルトの多神教
- タラの丘

ゲルマンの多神教
- ガムラ・ウプサラ

## 転用
元々は宗教的な要素の強い言葉であるが、その意味合いから政治・文化・スポーツなどで様々な形で転用が見られる。

### 政治
政治においては、政治指導者のゆかりの地や、革命の根拠地などが聖地として表現され、執政や統治における象徴とされる場合がある。特に初代アメリカ大統領のジョージ・ワシントン邸宅は、南北戦争中に聖地扱いされ、北軍・南軍の兵士いずれも敷地に入ることすらタブーとされていた。このほかに北朝鮮においての金日成に関連する場所・施設、北朝鮮と韓国においては抗日・朝鮮独立運動に関連する場所・施設が聖地とされ、神聖化された表現がしばしば見られる。

### 文化・スポーツ
文化・スポーツにおいては、特定の産業や文化・風俗の発祥地、シンボルとなる施設や、そのカテゴリにおいて最高峰のイベントが開催される場所が聖地と称される場合がある。日本プロ野球に於ける旧後楽園球場、学生野球全般に於ける明治神宮野球場、高校野球に於ける阪神甲子園球場や、大相撲に於ける両国国技館、高校ラグビーに於ける東大阪市花園ラグビー場、日本モータースポーツに於ける鈴鹿サーキット、サッカーに於けるウェンブリー・スタジアムなどがある。いずれも収容能力の高い会場が多いものの、中には競技かるたにおける近江神宮、格闘技の後楽園ホールのように会場の収容能力が必ずしも関わらない場合もある。

他には熱心なファン心理から、スポーツ選手などの著名人や、映画やアニメなどの著作物などに縁のある土地を「聖地」と呼ぶ現象もある。